# Roman Ščurenko
Roman Anatolijovyč Ščurenko (in ucraino Роман Анатолійович Щуренко?; Nikopol', 14 settembre 1976) è un ex lunghista ucraino.

## Biografia
Il suo record personale di 8,35 m è stato realizzato il 25 luglio 2000 a Kiev. Lo stesso anno, ottenne il 3º posto nel salto in lungo dei Giochi olimpici di Sydney.

## Palmarès
Olimpiadi
- Bronzo: Sydney 2000